# BaWN
Микола Карпюк, більш відомий як BaWN (нар. 17 грудня 2004, Луцьк) — український постпанк виконавець, композитор та автор пісень. 
Дискографія артиста налічує 27 синглів серед яких спільні роботи разом з Sudno, Апатія, Alice Change, Околиця, туди-сюди і смерть, Відчай. Також його можна почути в альбомах Загреб «Спільнота» трек «Останній трамвай», Відчай «Виворіт» трек «Літо 19». 

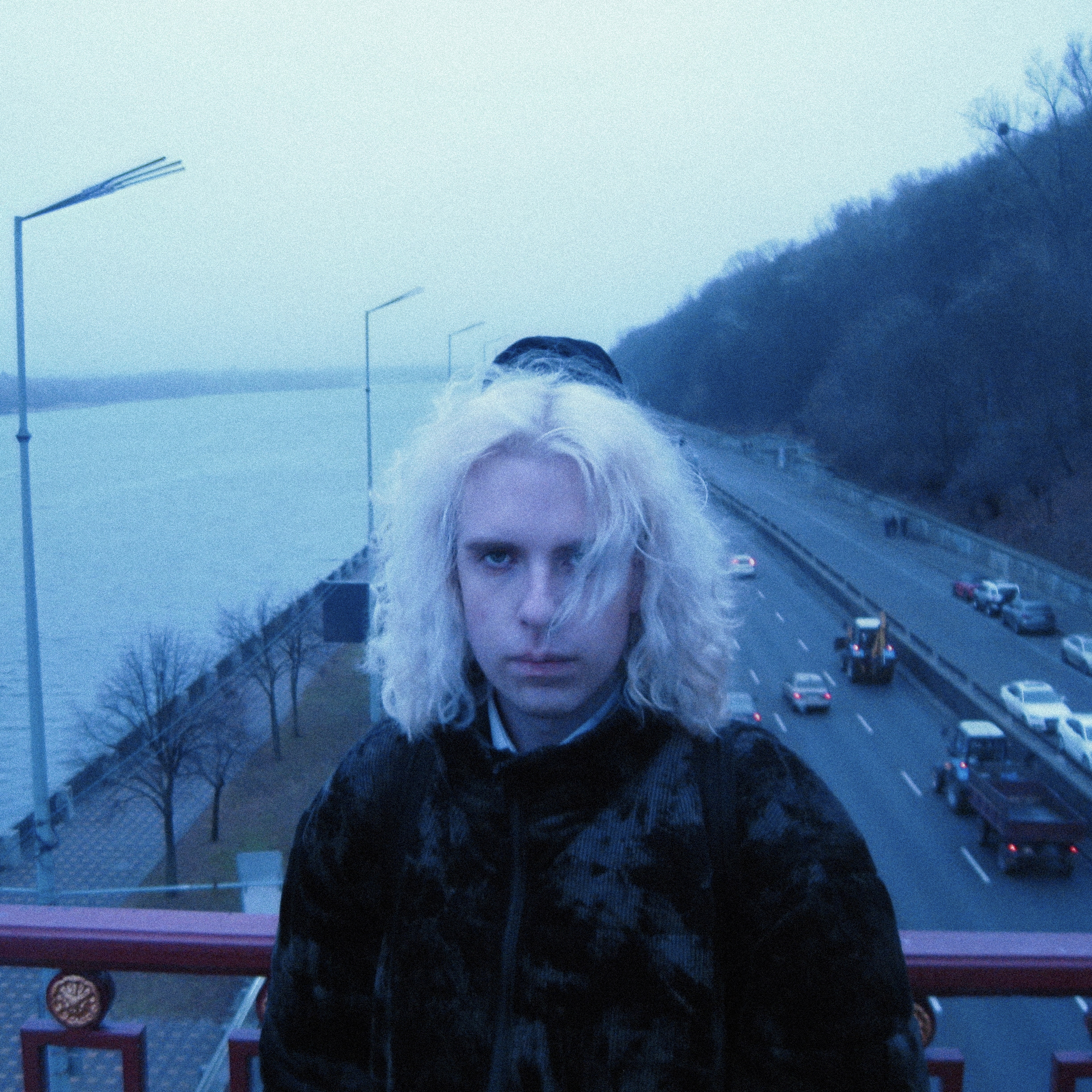
BaWN

## Походження назви
Псевдонім артиста «BaWN» є абревіатурою Black and White Night's тому псевдонім означає «Чорні та Білі Ночі».

## Життя та творчість
Народився 17 грудня 2004 року у місті Луцьк. Навчається у Луцькому національному технічному університеті на факультеті бізнесу та права. 
У 14 років Микола їде в село, де на горищі знаходить стару дідову гітару, чим приводить до свого життя музику. У 2022, вже 17-ти річний хлопець, вирішує почати свою музичну карʼєру і створює BaWN. Перший свій трек «Двори» Микола успішно просуває в TikTok, чим привертає до себе велику увагу, але пісня так і не буде випущена. Зараз композицію можна знайти лише на перезаливах в надрах SoundCloud. 31 серпня 2022 він презентує свою офіційну дебютну роботу «Тліє» та з того часу регулярно радує свої прихильників новими творами. Музичної освіти виконавець не має.

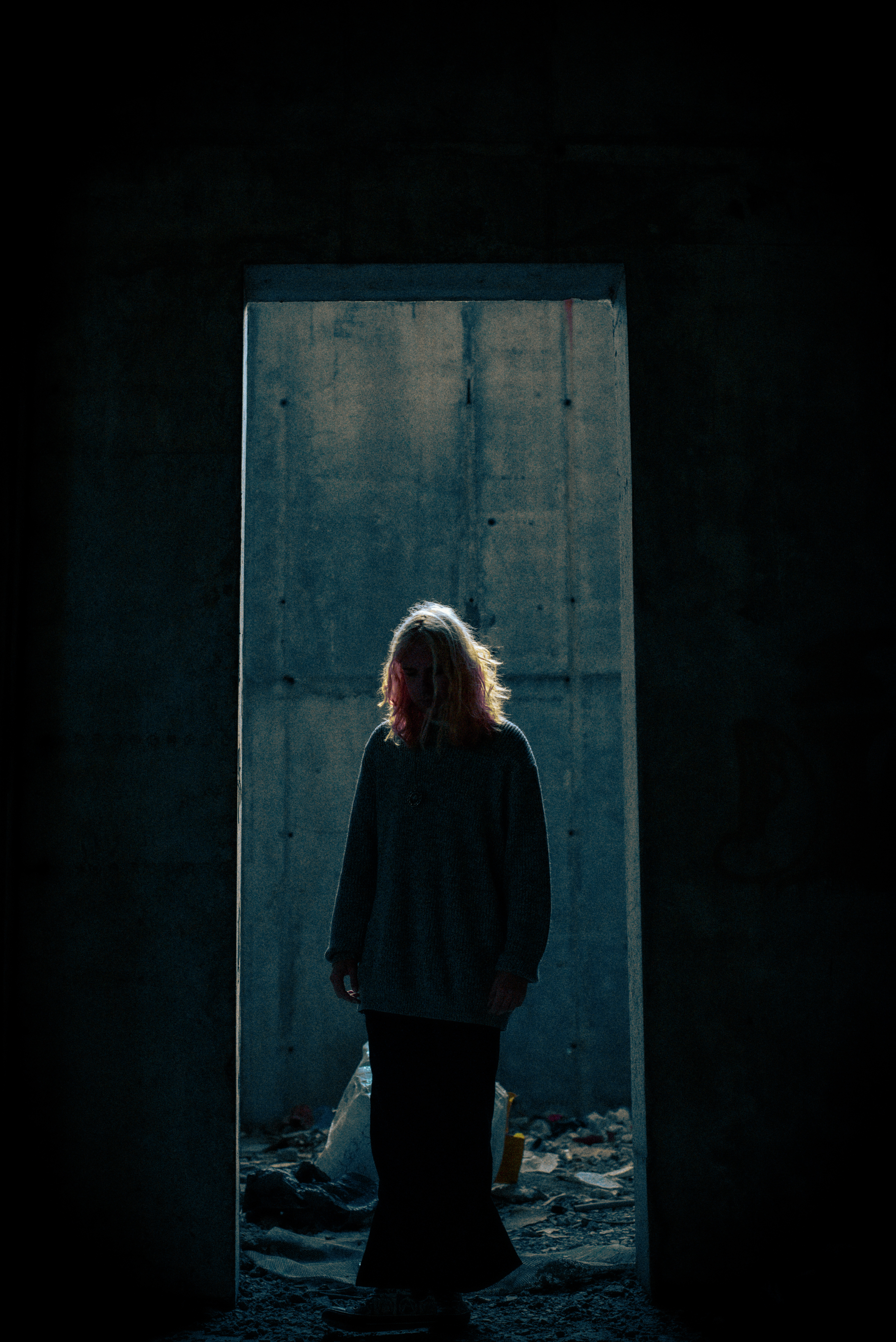
BaWN

## Дискографія

### Сингли
- «Тліє» (2022)
- «Я б зіграв» (2022)
- «Мертві теж кохають» (2022) (спільно з Відчай)
- «Зима» (2023)
- «Магнітофон» (2023)
- «Обійме» (2023) (спільно з загублена лолі)
- «Безодня» (2023) (спільно з Sudno)
- «Шрам, Шрам (rock version)» (2023) (спільно з whitelope)
- «Падаю вниз» (2023) (спільно з sucilna_nevdacha.exe)
- «Зорі» (2023)
- «Вдячність» (2023) (спільно з Luna Rozza)
- «Під дощем» (2023)
- «Місто розбитих надій» (2023) (спільно з Sudno)

- «Тихо» (2024) (спільно з laang)

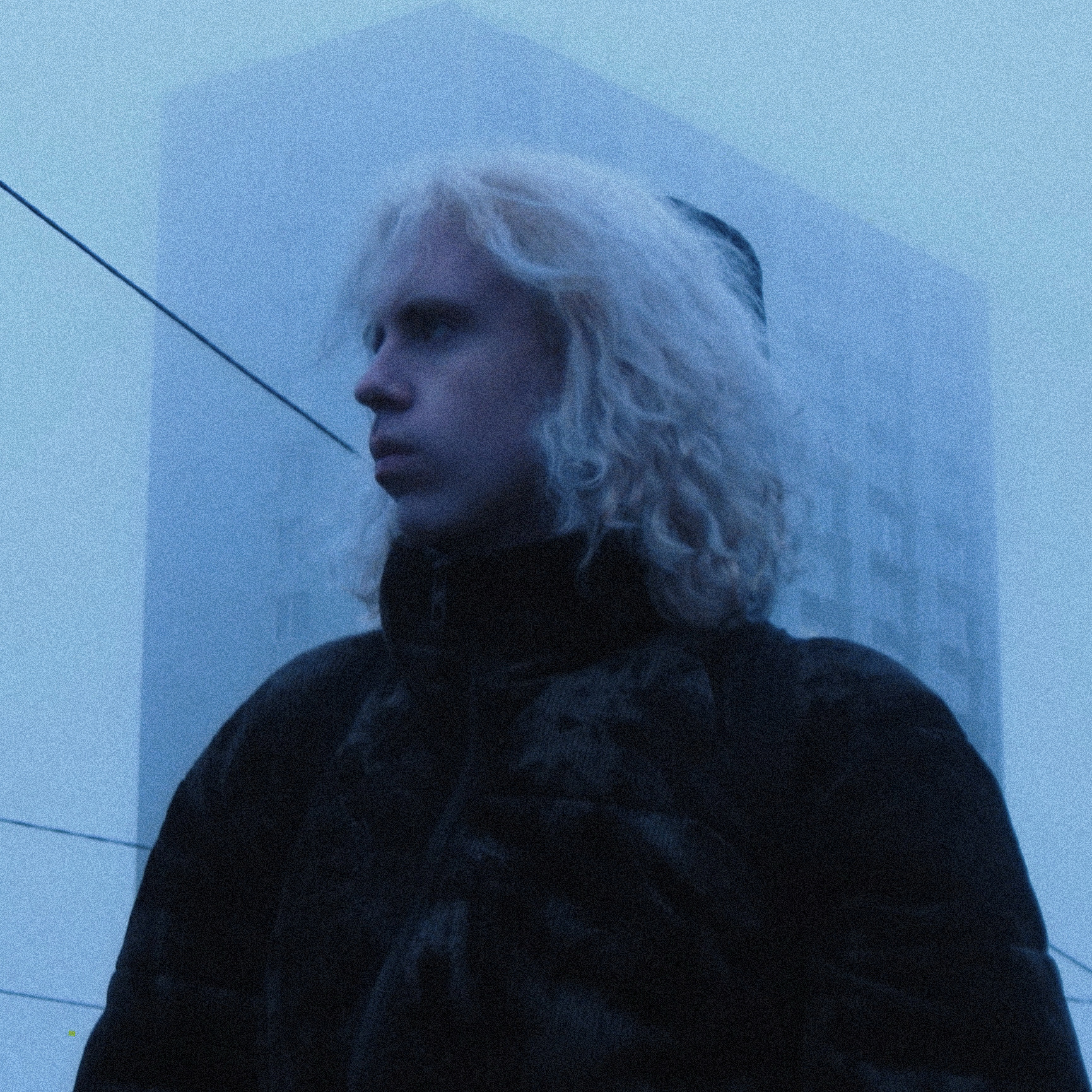
BaWN

- «Не прокинусь» (2024) (спільно з Апатія)
- «Байдужий» (2024) (спільно з Luna Rozza)
- «Тіні» (2024) (спільно з Alice Change)
- «Після нас» (2024)
- «Не для нас» (2024) (спільно з Околиця)
- «Я бачу тебе» (2024) (спільно з туди-сюди і смерть)
- «Гул» (2024) (спільно з Electrobirds)
- «Егоїст» (2024)
- «Загублені» (2025)
- «Стабільність» (2025)
- «Смерті не існує» (2025)
- «Потопельник» (2025)

### За участі BaWN

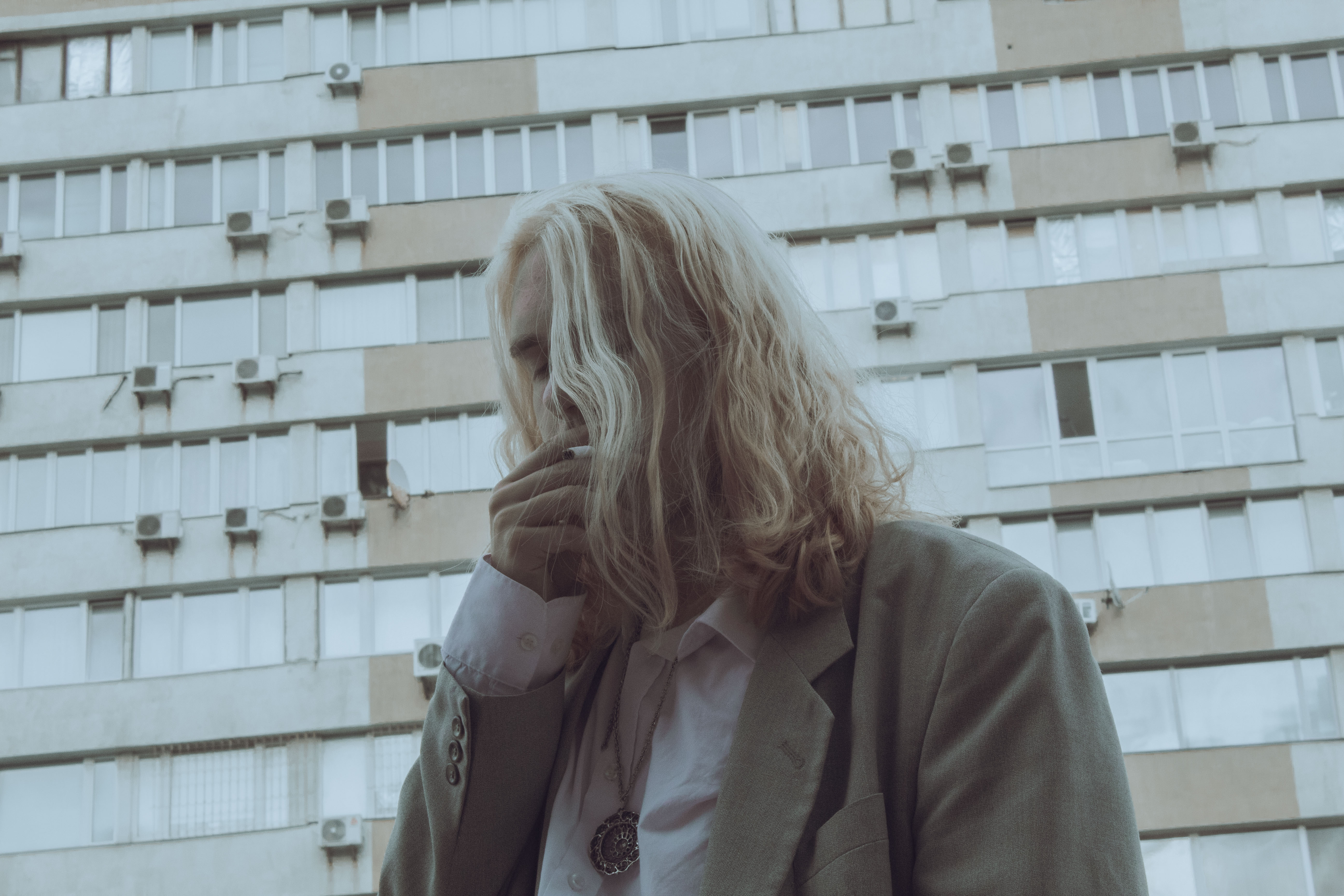
BaWN

- Альбом Загреб «Спільнота» (2023)

```
 трек - «Останній трамвай»
```

- Альбом Відчай «Виворіт» (2024)

```
 трек - «Літо 19»
```